# Polythore williamsoni
Polythore williamsoni – gatunek ważki z rodziny Polythoridae. Występuje na terenie Ameryki Południowej.